# プカオ

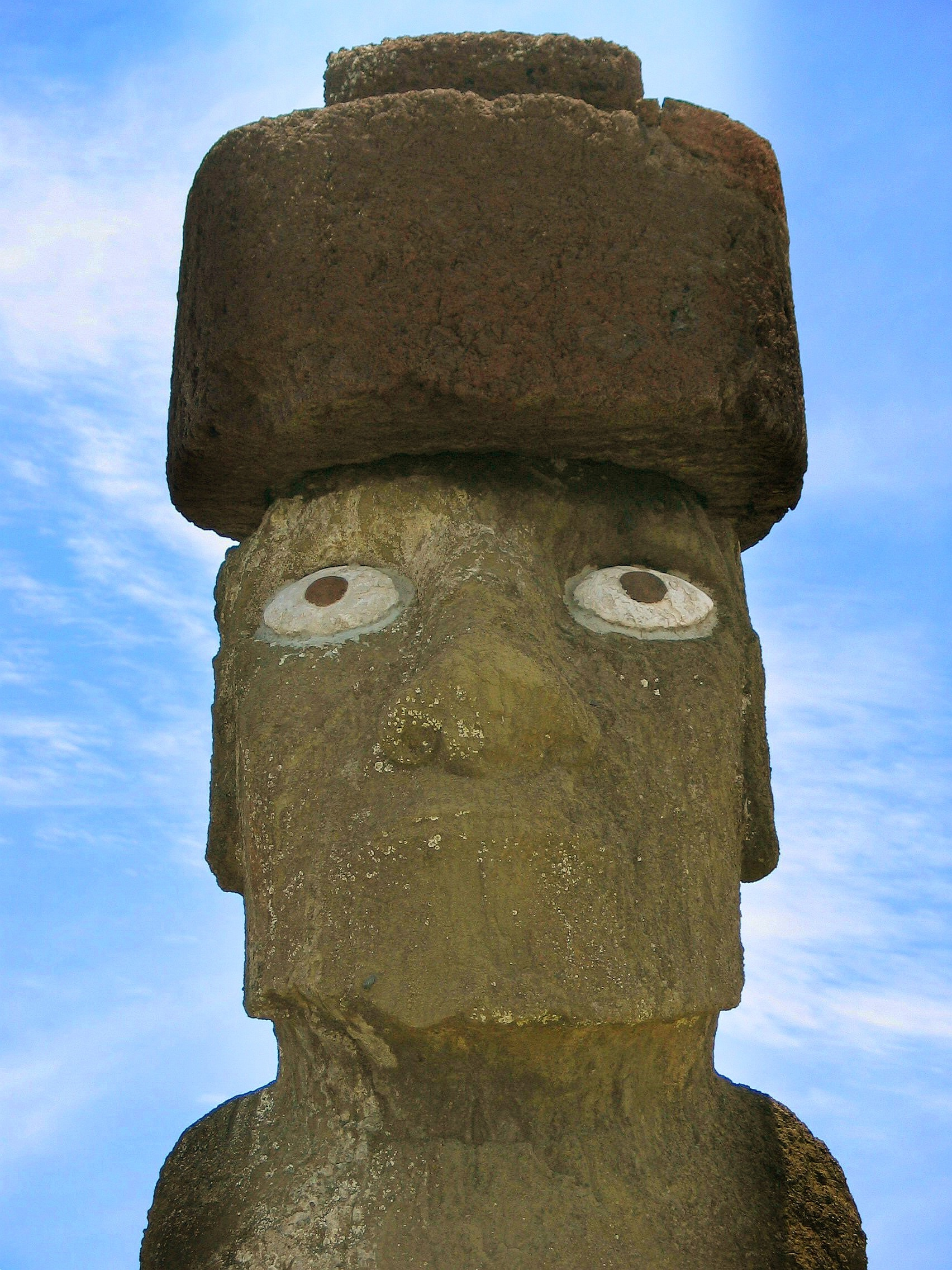
プカオを頭に乗せているモアイ

プカオ（Pukao）は、イースター島のモアイ像の上に置かれた帽子のような構造物または髪飾りである。それらはすべて、プナパウから採石された非常に明るい赤色のスコリアから彫られた。

## シンボル
プカオは15世紀から16世紀までは作られておらず、後にモアイの上部に追加された。さまざまな説があるが、プカオが作られた理由は不明である。一つは、モアイの上にプカオを置くことは、プカオが彫像を区別するのに役立つという説もある。プカオのあるモアイは、より雄大で重要なものとして示されることを意図しているとされる。プカオは現在、髪の毛を表すと考えられている。これは、イースター島では高位の男性が頭頂部に長い髪を団子状にして結ぶのが習慣だったためと考えられている。

## 建設
プカオは円筒形で、モアイの頭に合うように下側にへこみがあり、上部に結び目がある。それらはプカオが前方に突き出るようにモアイに作られている。サイズはモアイの大きさに比例して変化するが、直径あるは1.8 - 3.0 m ほどである。
プカオの重さは最大10トンで、モアイの上にプカオを置くと、彫像の高さは平均11mほどになる。
プカオはモアイの頭の上でバランスが取れていて、傾斜路を使用して乗せられたと考えられており、建設にはおそらく数人しか必要としない。